# 魏戊
魏戊（?—?），中国春秋时期晋国政治人物，魏氏。魏舒之子。前514年在魏舒执政之后，分祁氏、羊舌氏之田，以魏戊为梗阳大夫。魏舒担心有人认为他用魏戊任人唯亲，成鱄劝解了他。梗阳有诉讼魏戊不能断，魏舒亲自处理。有一方向魏舒行贿，魏戊派阎没、女宽劝谏魏舒不要接受贿赂。